# Sa Turricula

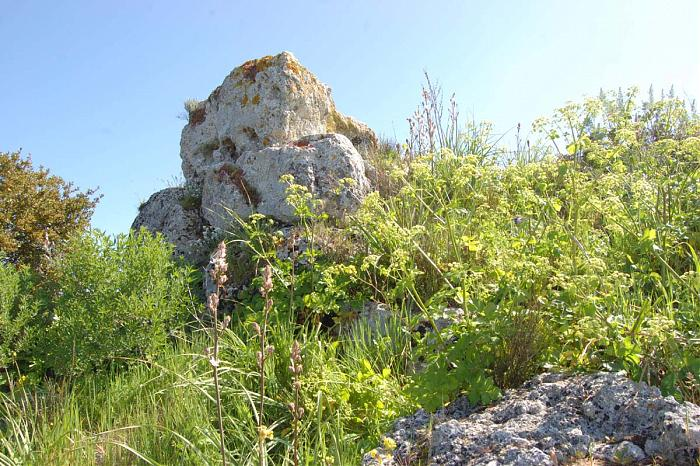
Reste der Nuraghe

Die Siedlung Sa Turricula in der Gemarkung Funtana ’e Casu, von Muros, östlich von Sassari in der Provinz Sassari auf Sardinien ist von grundlegender Bedeutung für die Phase B der Bonnanaro-Kultur in der mittleren Bronzezeit, die mit den ersten Protonuraghen zu verbinden ist. Die keramischen Materialien, die während der Ausgrabung von Maria Luisa Ferrarese Ceruti in den 1970er Jahren in einer der Hütten gefunden wurden, wurden namengebend für die Kulturphase. 
Heute ist Sa Turricula von Vegetation überwuchert, aber von der Spitze des Hügels, auf dem sie steht, hat man einen Blick auf das umliegende Gebiet, der keinen Zweifel daran lässt, dass die Ortswahl vor mehr als 3500 Jahren eine strategische Entscheidung war, und das angesichts der Wasserversorgung der saisonal ariden Insel. 
Die Proto-, auch Korridor- oder Pseudonuraghe hat einen kurzen halbkreisförmigen Korridor mit einer Aussparung auf der linken Seite. Die Form der Struktur wird durch die Lage auf dem Kamm des Berges Monte Tudurighe beeinflusst. Bei der Konstruktion wurde im Eingangsbereich Megalithtechnik angewandt und im hinteren Teil Trockenmauerwerk mit Steinen mittlerer Größe. 
Die Ausgrabung erbrachte eine punische Nutzung im 3. Jahrhundert v. Chr. (punische Münzen der sardischen Prägeanstalt zwischen 241 und 216 v. Chr.) und eine Reihe von Elementen aus der römischen Zeit. Die Nuraghe war Ort der Anbetung einer Göttin des Getreides. Dies wird durch die Entdeckung der Statuetten vom Typ „Sarda Ceres“ belegt. 
Die Grotta dell'Inferno, auch Grotta del Diavolo oder Grotta di Scala di Giocca genannt, befindet sich auf der Westseite des Monte Tudurighe. 400 m von Sa Turricula liegt das Gigantengrab von Monte Simeon.